# Joseph Haesaerts
Joseph Haesaerts – belgijski strzelec, olimpijczyk.
Wystartował w Letnich Igrzyskach Olimpijskich 1920, gdzie wystąpił w przynajmniej 4 konkurencjach drużynowych. Zajął m.in. 5. miejsce w pistolecie dowolnym z 50 m.
W latach 1902–1906 osoba o tym imieniu i nazwisku była dyrektorem jednego z salonów fotograficznych w Antwerpii.

## Wyniki

### Igrzyska olimpijskie
| Igrzyska       | Konkurencja                                     | Wynik             | Miejsce | Źródło |
| -------------- | ----------------------------------------------- | ----------------- | ------- | ------ |
| Antwerpia 1920 | Karabin dowolny, trzy postawy, 300 m, drużynowo | 3936 pkt. (druż.) | 12      | [ 3 ]  |
| Antwerpia 1920 | Karabin wojskowy leżąc, 600 m, drużynowo        | 264 pkt. (druż.)  | 10      | [ 4 ]  |
| Antwerpia 1920 | Karabin wojskowy leżąc, 300 i 600 m, drużynowo  | 469 pkt. (druż.)  | 14      | [ 5 ]  |
| Antwerpia 1920 | Pistolet dowolny, 50 m, drużynowo               | 2229 pkt. (druż.) | 5       | [ 1 ]  |